# Asociación Uruguaya de Fútbol
Asociación Uruguaya de Fútbol, (AUF), är Uruguays fotbollsförbund med säte i Montevideo. Förbundet bildades 30 mars 1900 i Montevideo, och 1923 anslöt det sig till Fifa. 1916 var man med och grundade Conmebol.